# Sala mostra
La sala mostra (plurale sale mostra o sale mostre) è  uno spazio dedicato all'esposizione: 
- dei prodotti che una azienda (produttrice o distributrice) offre alla clientela;
- di mostre o di esibizioni artistiche .

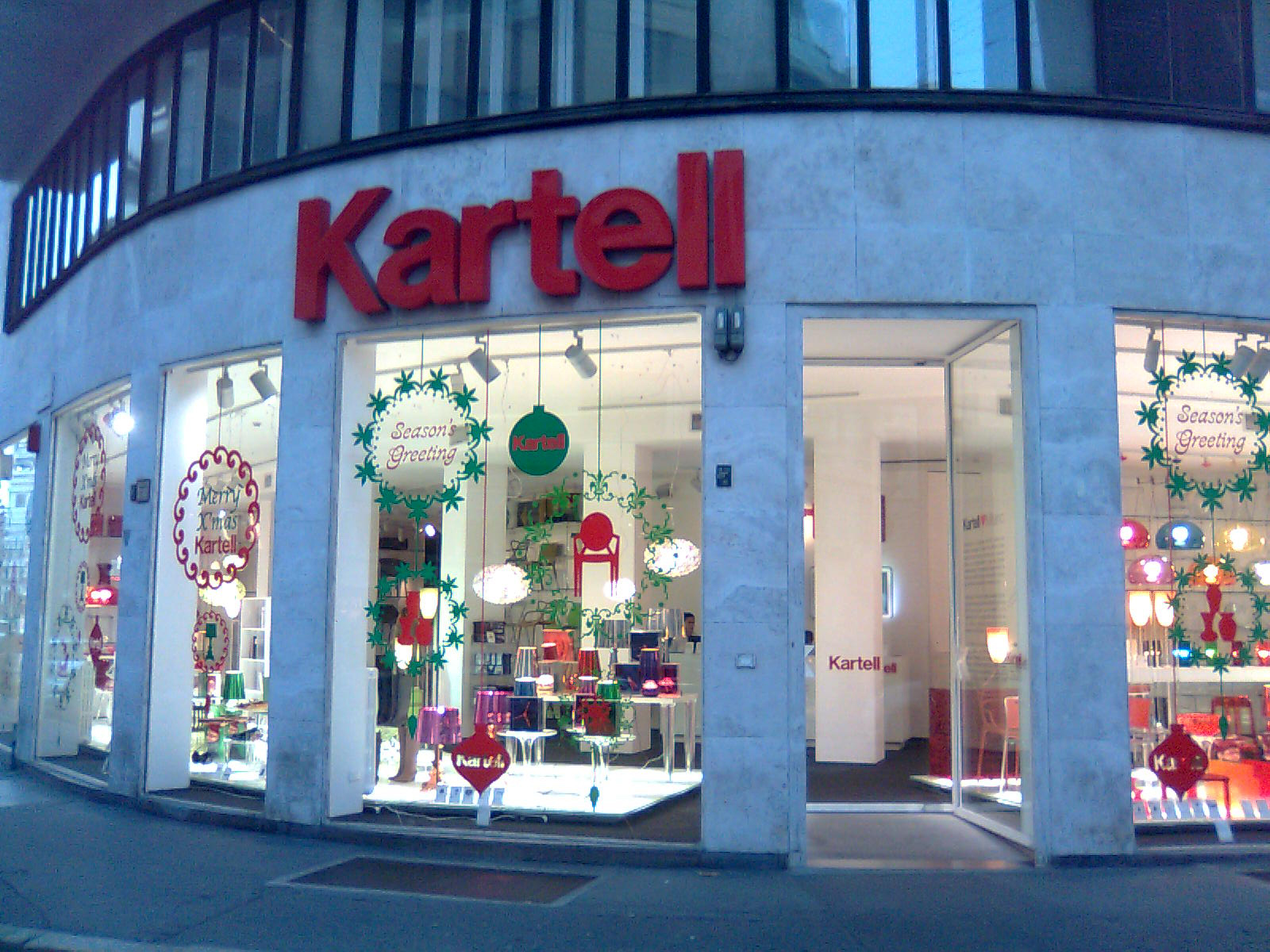
Sala mostra Kartell in Via Turati a Milano.

## Luogo commerciale
Le sale mostra possono esporre i prodotti più diversi: dall'arredamento agli elettrodomestici, all'abbigliamento, fino alle piastrelle e alle automobili (autosaloni). I beni esposti possono essere venduti ai clienti direttamente nella sala mostra, o viceversa essere ordinati per ricevere altrove la consegna di prodotti identici.

Le dimensioni di una sala mostra possono variare notevolmente, in funzione sia del prodotto venduto che dell'investimento nel marketing e nella distribuzione commerciale. Una delle più grandi del mondo è la sala mostra BMW di Abu Dhabi: nella capitale degli EAU la casa tedesca ha aperto una concessionaria con un autosalone di 35.000 metri quadrati, che ha richiesto tre anni di costruzione. La più grande concentrazione di sale mostra di automobili nel mondo è invece quella di "Autopia Europia" a Istanbul, un edificio di 216.000 metri quadrati, divisi appunto tra 200 autosaloni, 48 garage, 42 compagnie assicurative e 24 banche.

## Intrattenimento, arte e cultura
Le sale mostra possono anche accogliere gli eventi socio-culturali più vari, solitamente temporanei: esposizioni d'arte, mostre archeologiche e perfino mostre documentali di archivi di stato. Alcune esposizioni artistiche, come la Biennale di Venezia, sono organizzate in interi spazi fieristici, ampliando il concetto di sala mostra e rendendolo più uno "spazio mostra".